# Бой за Галац
Бой за Галац (греч. Μάχη τού Γαλατσίου) произошедший 1 мая 1821 года стал первым крупным сражением в княжествах Валахия и Молдавия между революционерами греческой Филики Этерия и войсками Османской империи, на первоначальном, Придунайском, этапе Освободительной войны Греции 1821—1829 гг.

## Хроника событий
В 1820 г. А. Ипсиланти, генерал русской армии, возглавил организацию Филики Этерия, поставившую себе цель освобождение Греции от османов. 22 февраля 1821 г. Ипсиланти перешёл Прут . Российский император Александр I, под давлением Меттериниха своим письмом из Лейбаха от 14 марта и своей позицией на конгрессе в том же городе, отмежевался от движения Ипсиланти. Почти сразу же, 23 марта, Григорий V (Патриарх Константинопольский) предал анафеме Греческую революцию и Ипсиланти.

## Бой
Не имевшие до того, согласно договорам 1812 года, право иметь войска в княжествах, турки после Лейбаха получили согласие российской стороны на ввод войск для подавления бунта. Из Константинополя выступили 25 тыс. янычар, чьё командование, вместе с придунайскими гарнизонами, возглавил правитель Силистрии Селим Мехмет.
В конце апреля комендант крепости Браила Юсуф Перкофчали получил приказ отбить у гетеристов Галац. Перкофчали выступил располагая 2 тыс. пехотинцев, 3 тыс. всадников и артиллерией.
Оборона Галаца была поручена греческому военачальнику Танасису Карпенисиотису, который к тому времени сумел организовать гарнизон в 600 бойцов и восстановить 3 заброшенных с войны 1806—1812 гг. русских бастиона, установив на них 19 пушек, посланных греками Одессы и Бессарабии. Оставив 400 бойцов для защиты города, Карпенисиотис расположил 200 бойцов на бастионах.
30 апреля турецкий авангард перешёл приток Дуная реку Сирет, а по самому Дунаю подошли 18 вооружённых пушками шаланд для обстрела греческих позиций. Карпенисиотис взял на себя командование центральным бастионом. Левым и правыми бастионами командовали братья Манглерис с острова Кефалиния, Г. Папас из Адрианополя (Эдирне), Дамианакос из Сфакия, Крит и поп Петрос Моник, покинувший Измаил и «взявший крест и оружие и пришедший для участия в священной борьбе за Веру и за Отечество».
На рассвете 1 мая 1821 года турки приступили к атаке, расположив пехоту в центре а кавалерию по флангам. Гетеристы отбивали атаки одну за другой. Через 4 часа боя защитники правого и левого бастионов отступили, кроме гетериста Котираса и его 32 бойцов, которые продолжали сражаться, «не теряя ни одной пули без вражеской крови». Когда иссякли боеприпасы, Котирас и его бойцы, обнажив клинки, пробились через турецкое кольцо в Галац, но турки были уже в городе. Продолжая сражаться в городе, Котирас и его бойцы погибли до последнего. Карпенисиотис и 45 бойцов продолжали удерживать центральный бастион, отражая своими пушками и ружьями атаки тысяч турок, которые оставили у этого бастиона 700 человек убитыми.

С наступлением темноты бой прекратился. У защитников не было никакой надежды на спасение. Перед рассветом, запалив фитили пушек для самопроизвольного выстрела, они выбросили, пользуясь старым приёмом клефтов, свои бурки. Турки разрядили по буркам свои ружья и пока турки вновь заряжали свои ружья, 20 повстанцев во главе с Карпенсиотисом сумели живыми пробиться через турецкое кольцо. Как писал гетерист, в дальнейшем историк, А.Ксодилос:
Этот бой 1 мая в Галаце, хоть и завершился  ущербом для греков, был достаточно славным для них и большим знамением конечной победы греков над турками